# Truck Parham
Charles Valdez „Truck“ Parham (* 25. Januar 1911 in Chicago; † 5. Juni 2002) war ein US-amerikanischer Bassist des Swing und des Dixieland Jazz.

## Leben und Wirken
Truck Parham hatte sieben Jahre Gesangsunterricht, arbeitete aber zunächst als Profisportler; er war Boxer und spielte Football bei den Chicago Negro All Stars. Bevor er zum Bass wechselte, war er Schlagzeuger; er lernte Kontrabass bei den legendären Basie-Bassisten Walter Page. Parham arbeitete in der Territory-Band von Zack Whyte von 1932 bis 1934, vorwiegend in Cincinnati. Nachdem er nach Chicago zurückgekehrt war, spielte er in den 1930er Jahren mit Zutty Singleton, Roy Eldridge (1936–1938), Art Tatum und Bob Shoffner. Im Jahr 1940 wurde er Mitglied von Earl Hines Orchestra, wo er zwei Jahre blieb; er wechselte dann zu Jimmie Lunceford (1942–1947), spielte dann erneut bei Muggsy Spanier in dessen Revival-Band (1950–1955), später bei Herbie Fields (1956–1957), erneut bei Hines sowie bei Louie Bellson. Während der 1960er Jahre arbeitete er vorwiegend mit Art Hodes zusammen und spielte in zahlreichen Dixieland-Bands, wie bei Big Chief Russell Moore. Parham war an Schallplattenaufnahmen von Mildred Bailey, Roy Eldridge, Earl Hines, Jimmy Lunceford, Pearl Bailey, Muggsy Spanier und Louie Bellson beteiligt.